# Prochilodus magdalenae
Prochilodus magdalenae là loài cá nước ngọt nhiệt đới phân phối khắp Colombia. Chúng được tìm thấy ở sông Atrato, sông Sinú, sông Cauca và sông Magdalena. Chúng có chiều dài 30 cm, và trường hợp được ghi nhận lên tới 50 cm (20 in). Chúng có một vai trò ngày càng tăng trong ngành thủy sản.